# طواف أندلوسيا 2015
طواف أندلوسيا 2015 (بالإنجليزية: 2015 Vuelta a Andalucía)‏ هو سباق دراجات هوائية أقيم بتاريخ 18 فبراير 2015، تكون السباق من 6 مراحل وامتدّ لمسافة 857.3 كم، استغرق السباق 21 ساعة 21 دقيقة 14 ثانية.